# Sergio Bustamante
Sergio Baltazar Bustamante Gonzáles (Santiago, 1924. április 24.–?) chilei nemzetközi  labdarúgó-játékvezető.

## Pályafutása

### Nemzeti játékvezetés
Az I. Liga játékvezetőjeként 1965-ben vonult vissza.

### Nemzetközi játékvezetés
A Chilei labdarúgó-szövetség Játékvezető Bizottsága (JB) terjesztette fel nemzetközi játékvezetőnek, a Nemzetközi Labdarúgó-szövetség (FIFA) 1950-től tartotta nyilván bírói keretében. A FIFA JB központi nyelvei közül a spanyolt beszélte. Több nemzetek közötti válogatott és klubmérkőzést vezetett, vagy működő társának partbíróként segített. Az aktív nemzetközi játékvezetéstől 1965-ben búcsúzott.

#### Labdarúgó-világbajnokság
A világbajnoki döntőhöz vezető úton Brazíliába a IV., az 1950-es labdarúgó-világbajnokságra és Chilébe a VII., az 1962-es labdarúgó-világbajnokságra a FIFA JB bíróként alkalmazta. 1950-ben 26 éves kapott lehetőséget tehetségének bemutatására.  A FIFA JB elvárása szerint, ha nem vezet mérkőzést, akkor valamelyik társának partbíróként segédkezett. 1950-ben kettő csoportmérkőzésen lehetett partbíró. Chilében a nyolc hazai játékvezető közül hárman, egy-egy mérkőzést vezettek, a többiek partbíróként tevékenykednek. Az egyik negyeddöntőben tevékenykedett partbíróként. Világbajnokságokon vezetett mérkőzéseinek száma: 1 + 3 (partbíró).

##### 1950-es labdarúgó-világbajnokság

###### Világbajnoki mérkőzés
| Időpont          | Helyszín                         | Mérkőzés típusa           | Mérkőzés       | Játékvezető     | Eredmény | Nézők száma |
| ---------------- | -------------------------------- | ------------------------- | -------------- | --------------- | -------- | ----------- |
| 1950. június 28. | Pacaembu Stadion, São Paulo      | előselejtező (1. csoport) | Brazília–Svájc | Roma Ramon Azon | 2 : 2    | 42 000      |
| 1950. július 2.  | Eucaliptos Stadion, Porto Alegre | előselejtező (1. csoport) | Mexikó–Svájc   | Ivan Eklind     | 1 : 2    | 3 500       |

##### 1962-es labdarúgó-világbajnokság

###### Világbajnoki mérkőzés
Egy brazil újságíró megvásárolhatónak bélyegezte, lapjában teljes részletességgel leírta a helyet, az időt, körülményét és módját. Igaz, nem igaz? A játékvezető nem tett feljelentést, ami hiba volt! De, ki védi meg? Ha nyilatkozik az a baj, ha nem akkor meg az! 
| Időpont         | Helyszín                        | Mérkőzés típusa        | Mérkőzés               | Eredmény | Nézők száma |
| --------------- | ------------------------------- | ---------------------- | ---------------------- | -------- | ----------- |
| 1962. június 6. | Sausalito Stadion, Viña del Mar | selejtező (3. csoport) | Brazília–Spanyolország | 2 : 1    | 18 715      |

#### Copa América
Uruguay rendezte a 24., az 1956-os Copa América labdarúgó tornát, ahol a CONMEBOL JB megbízásából bíróként tevékenykedett.

##### 1956-os Copa América

###### Copa América mérkőzés
| Időpont          | Helyszín                       | Mérkőzés típusa | Mérkőzés          | Eredmény | Nézők száma |
| ---------------- | ------------------------------ | --------------- | ----------------- | -------- | ----------- |
| 1956. január 29. | Centenario Stadion, Montevideo | csoportmérkőzés | Brazília–Paraguay | 0 : 0    | 45 000      |

## Külső hivatkozások
- Sergio Bustamante. World Referee. [2011. szeptember 21-i dátummal az eredetiből archiválva]. (Hozzáférés: 2011. október 19.)
- Sergio Bustamante. zerozerofootball.com. (Hozzáférés: 2011. október 19.)[halott link]
- Sergio Bustamante. weltfussball.de. (Hozzáférés: 2011. október 19.)